# JR-Freight-Baureihe EF65
Die JR-Freight-Baureihe EF65 ist eine Gleichstrom-Elektrolokomotive mit 6 Achsen, welche in 3 Drehgestellen zu je 2 Achsen angeordnet sind (Muster Bo-Bo-Bo). Seit 1965 werden die Maschinen auf japanischen Gleisen zum Ziehen von Passagier- und Güterzügen eingesetzt. Eine Gesamtzahl von 308 Lokomotiven wurden zwischen 1965 und 1979 gebaut, mit Stand 1. April 2016 sind noch 52 im Einsatz.

## Varianten
Ursprünglich war die Klasse in die  EF65-0-Unterklasse  für den allgemeinen Güterverkehr und die  EF65-500-Unterklasse für Expressgüterzüge und Passagierzüge aufgeteilt. Die Nummerierungen der Maschinen waren wie folgt:
- EF65-0: Nummern zwischen EF65 1 und 135;
- EF65-500: Nummern zwischen EF65 501 und 542;

Hinzu kam dann die:
- EF65-1000: Nummern zwischen 1001 und 1139. Innerhalb dieser Gruppe gibt es noch die „EF65-2000“, Lokomotiven mit einer für Fahrten über 100 km/h verpflichtend vorgeschriebenen Datenschreiberausrüstung.

## Geschichtlicher Hintergrund
Die Baureihe EF 65 wurde von der japanischen Staatsbahn (JNR) aus der Vorgängerbaureihe EF60 mit dem Ziel entwickelt, eine standardisierte, einheitliche Lokomotive für den Einsatz auf der Tōkaidō-Hauptlinie und der San’yō-Hauptlinie zu erhalten.

## Einsatz
In der Staatsbahn-Ära kamen die Lokomotiven zum Einsatz vor Güterzügen und auch vor Passagierzügen – Letzteres hauptsächlich vor Nachtzügen wie die jahrzehntelang betriebenen Izumo-Expresszüge (von Tokio nach Izumo und Hamada, von 1947 bis 2006) und die Ginga-Expresszüge (von Tokio nach Osaka, von 1949 bis 2008).

### Unterklasse EF65-0
Die Fahrzeuge waren für den allgemeinen Güterzugverkehr auf den Tōkaidō- und San’yō-Hauptlinien vorgesehen. 135 Lokomotiven wurden zwischen 1965 und 1970 gebaut. Mit Stand 2016 sind alle EF65-0 Lokomotiven außer Dienst gestellt.
5 Lokomotiven der Unterklasse, mit den Nummern EF65 131 bis EF65 135, wurden zwischen 1990 und 1991 zur Baureihe EF67 umgebaut, um fortan Nachschubdienste auf dem steilen Senohachi-Abschnitt der San’yō-Hauptlinie zu leisten.
| Originalnummer | Baudatum        | Umbaunummer | Umbaudatum         |
| -------------- | --------------- | ----------- | ------------------ |
| EF65 131       | 16. Juli 1970   | EF67 102    | 1. Mai 1990        |
| EF65 132       | 20. Juli 1970   | EF67 104    | 9. November 1990   |
| EF65 133       | 30. Juli 1970   | EF67 103    | 29. September 1990 |
| EF65 134       | 6. August 1970  | EF67 101    | 23. März 1990      |
| EF65 135       | 20. August 1970 | EF67 105    | 8. März 1991       |

### Unterklasse EF65-500
Die EF 65-500-Unterklasse bestand insgesamt aus 42 Lokomotiven. Darunter sind neu gebaute Maschinen sowie Lokomotiven, welche aus der früheren EF 65-0-Unterklasse entstanden sind (neue Nummerierung: EF65 535 bis EF65 542, die Ursprungslokomotiven waren die EF65 77 bis EF65 84). Beabsichtigte Einsatzzweck waren mit bis zu 110 km/h gefahrene Übernacht-Schlafwagenzüge und Express-Güterzüge.
Mit Stand 1. April 2016 ist eine einzige EF 65-500-Lokomotiven, die EF 65-501 im Dienst von JR East, im Einsatz verblieben.

#### Einsatztypenbezeichnung
Lokomotiven, welche für den Passagierzugdienst vorgesehen waren, wurden als P-Typ (P wie „Passenger“) bezeichnet, die für Güterzüge als F-Typ (F wie „Freight“). Die ursprünglichen Bezeichnungen sind der Tabelle zu entnehmen:
| Nummer der Lok | P/F-Bezeichnung |
| -------------- | --------------- |
| EF65 501       | P               |
| EF65 502       | P               |
| EF65 503       | P               |
| EF65 504       | P               |
| EF65 505       | P               |
| EF65 506       | P               |
| EF65 507       | P               |
| EF65 508       | P               |
| EF65 509       | P               |
| EF65 510       | P               |
| EF65 511       | P               |
| EF65 512       | P               |
| EF65 513       | F               |
| EF65 514       | F               |
| EF65 515       | F               |
| EF65 516       | F               |
| EF65 517       | F               |
| EF65 518       | F               |
| EF65 519       | F               |
| EF65 520       | F               |
| EF65 521       | F               |
| EF65 522       | F               |
| EF65 523       | F               |
| EF65 524       | F               |
| EF65 525       | F               |
| EF65 526       | F               |
| EF65 527       | P               |
| EF65 528       | P               |
| EF65 529       | P               |
| EF65 530       | P               |
| EF65 531       | P               |
| EF65 532       | F               |
| EF65 533       | F               |
| EF65 535       | F               |
| EF65 536       | P               |
| EF65 537       | P               |
| EF65 538       | P               |
| EF65 539       | P               |
| EF65 540       | P               |
| EF65 541       | P               |
| EF65 542       | P               |

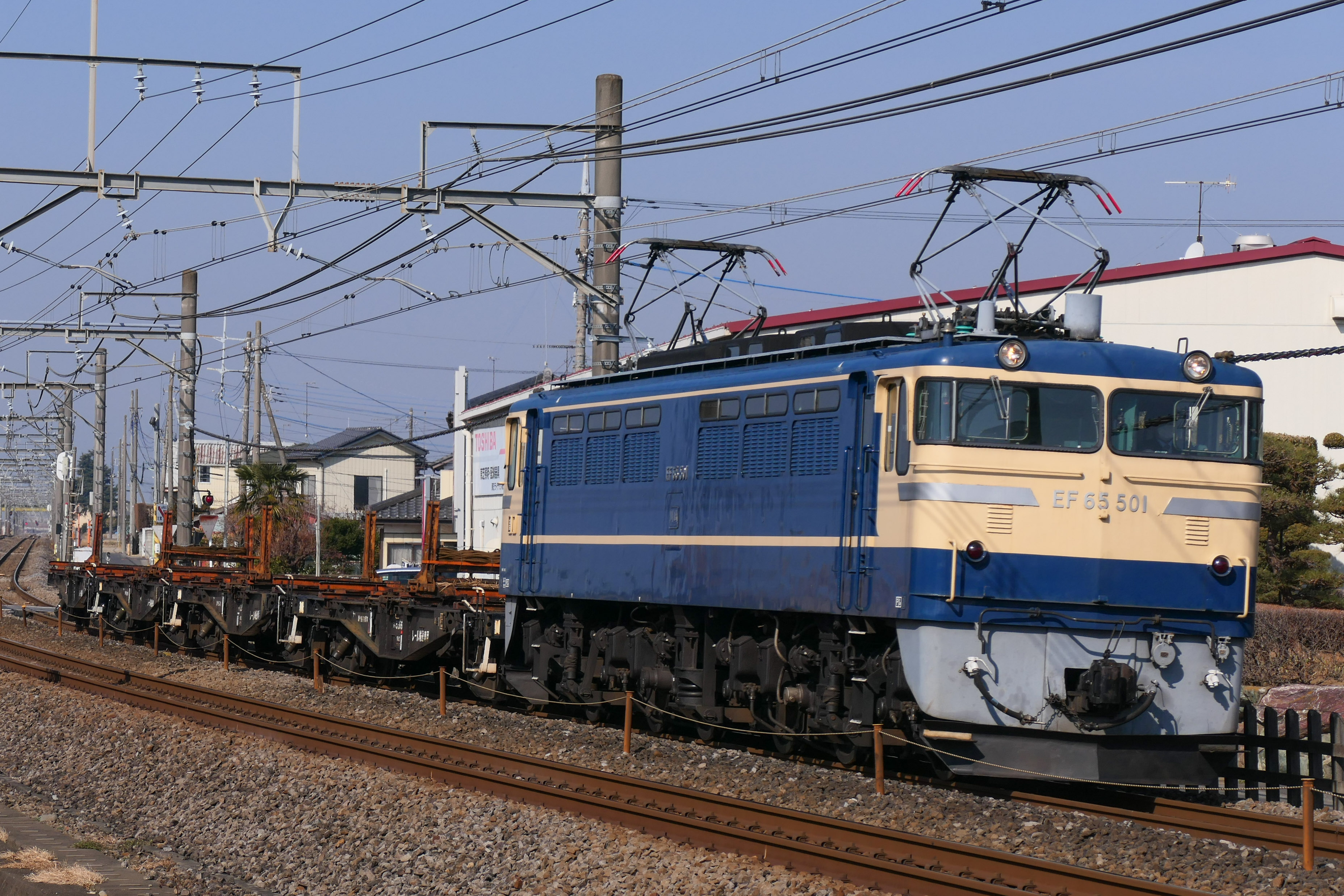
EF65 501 in der originalen tokkyū-Lackierung, Februar 2021
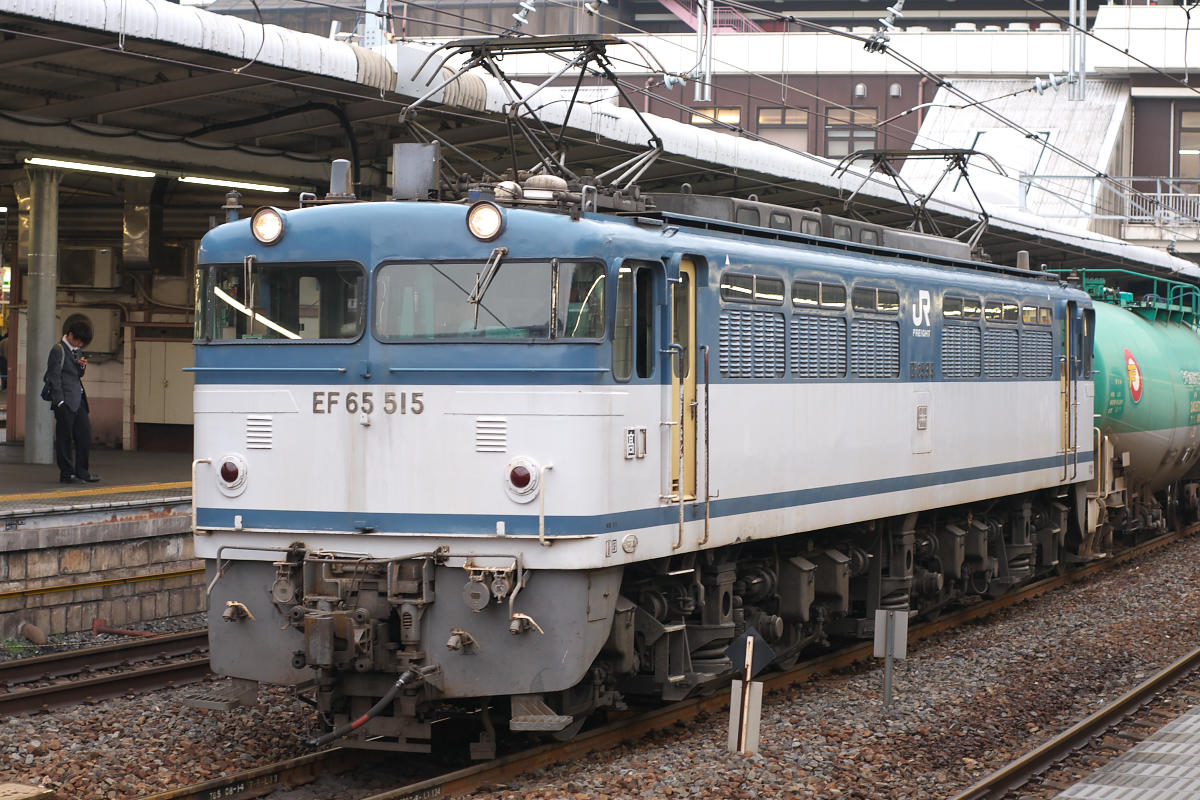
Wiederaufgebarbeitete JR Freight EF65 515 im März 2008

### Unterklasse EF65-1000
Die Unterklasse EF65-1000 war gleichermaßen für den Passagier- und Güterzugdienst vorgesehen und wurde daher auch als PF-Typ bezeichnet. 139 Lokomotiven wurden zwischen 1969 und 1979 gebaut. Mit Stand 1. April 2016 verbleiben 15 EF65-1000-Lokomotiven im Einsatz, sie werden von JR East und JR West verwendet.
Lokomotiven EF65-2000
Die EF65-2000-Maschinen sind ehemalige Lokomotiven aus der EF 65-1000-Serie, welche ab Mai 2012 von der Japan Freight Railway Company (JR Freight) mit neuen Nummern versehen wurden, um so die Ausrüstung mit für die Fahrt mit über 100 km/h verpflichtend vorgeschriebenen Datenschreibern kenntlich zu machen. Mit Stand 1. April 2016 sind noch 36 EF 75-200-Lokomotiven im Einsatz, verwendet von JR Freight.

## Entwicklung der Fahrzeugflotte
| Jahr | JR Freight | JR East | JR Central | JR West | Total | Ref.  |
| ---- | ---------- | ------- | ---------- | ------- | ----- | ----- |
| 1987 | 199        | 42      | 5          | 23      | 269   | [ 2 ] |
| 2009 | 77         | 8       | 0          | 10      | 95    | [ 6 ] |
| 2016 | 36         | 6       | 0          | 10      | 52    | [ 2 ] |

## Lackierungsvarianten
- EF65 9: Lackierung im frühen Stil, komplett braun, mit weißer Beschriftung japanisch "JR貨物" JR Freight an der Seite[7]
- EF65 57: Lackierung im frühen, komplett braunen Stil
- EF65 105: Lackierung im Euroliner-Farbkleid[7]
- EF65 116: blau lackiert mit großen gelben Buchstaben "JR" an den Seiten und gelben Bändern an den Fahrstandsenden[7]
- EF65 123: Farbkleid Yuyu Salon Okayama (ursprünglich kastanienbraun, später auch Orange)[7]
- EF65 1019: im März 1987 neu in das rote Farbmuster Super Express Rainbow lackiert. Am 31. Dezember 1997 abgestellt und am 1. September 1998 außer Dienst genommen.[8]
- EF65 1059: Experimentelle JR-Freight-Lackierung: Im Juli 1987 Blau lackiert, mit gelben frontalen Warnschildern sowie großem JR-Logo. Verblieb in dieser Farbgebung bis zur Außerdienststellung am 31. März 2009.[9]
- EF65 1065: Experimentelle JR-Freight-Lackierung[7]
- EF65 1118: Lackierungsmuster wirdSuper Express Rainbow genannt
- EF65 1124: Twilight Express, dunkelgrüne und gelbe Lackierung ab November 2015[10]

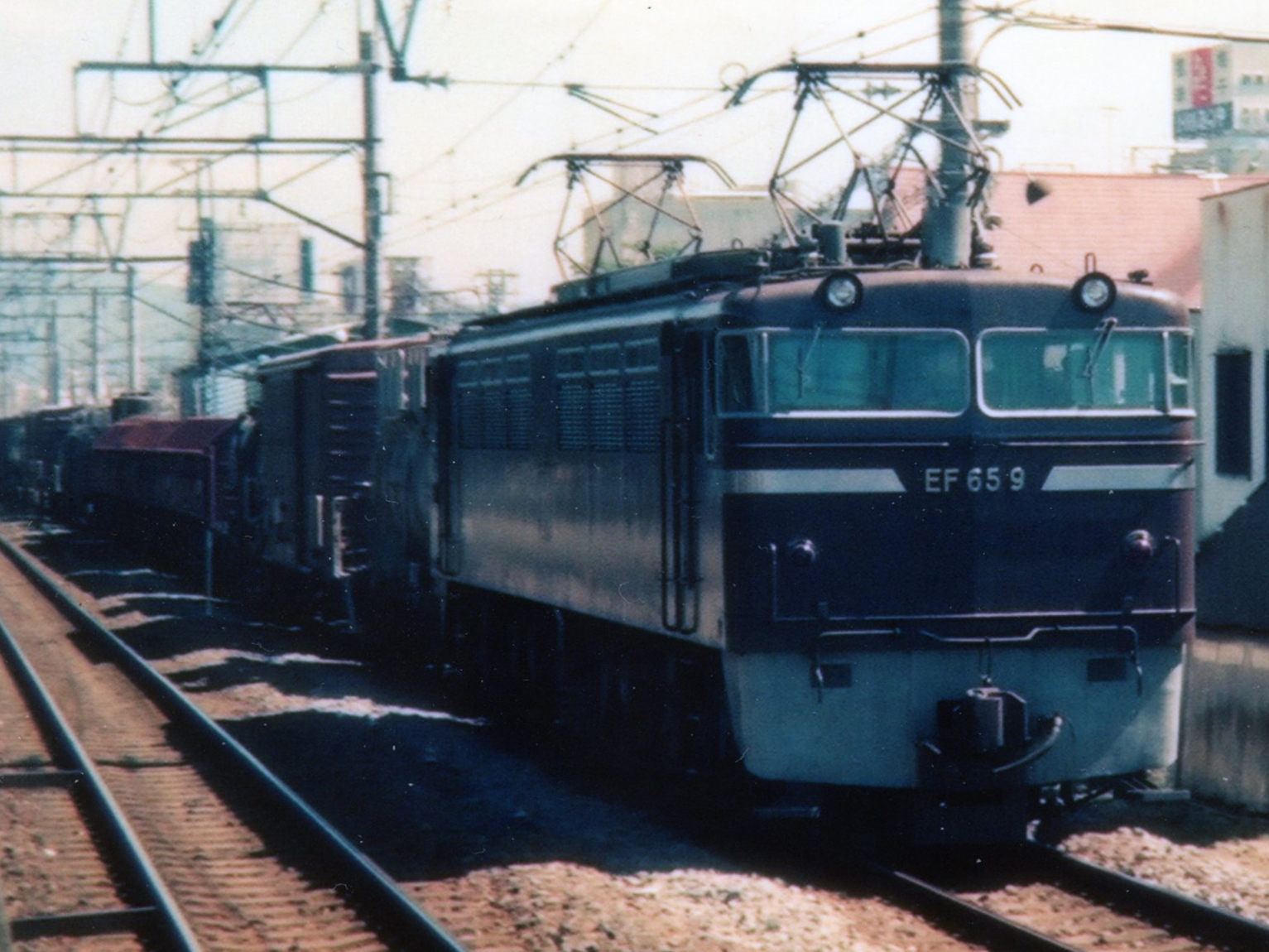
JR Freight EF65 9 in 1989
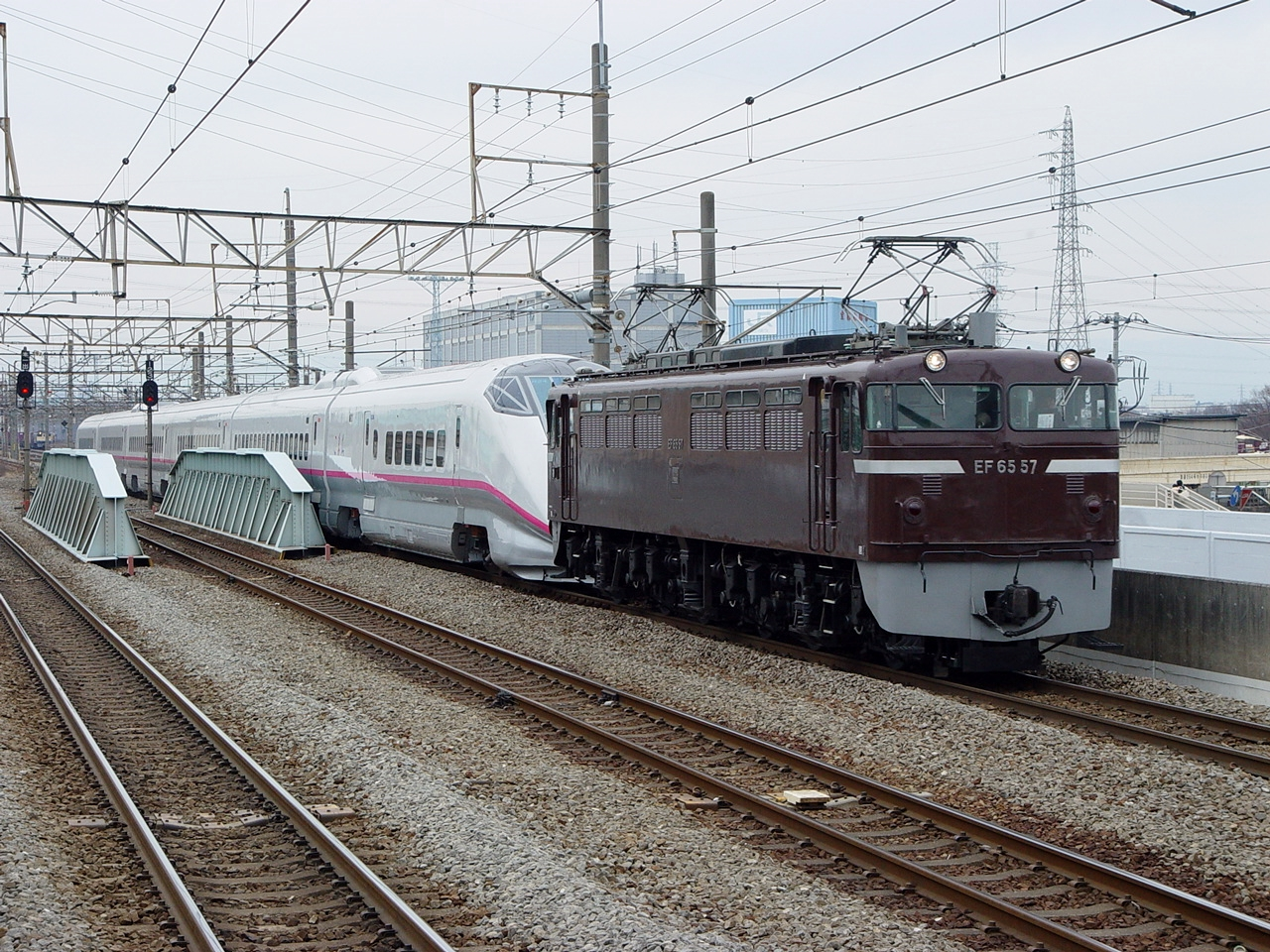
JR Freight EF65 57 im braunen Farbkleid des frühen Stils, Aufnahme von März 2005
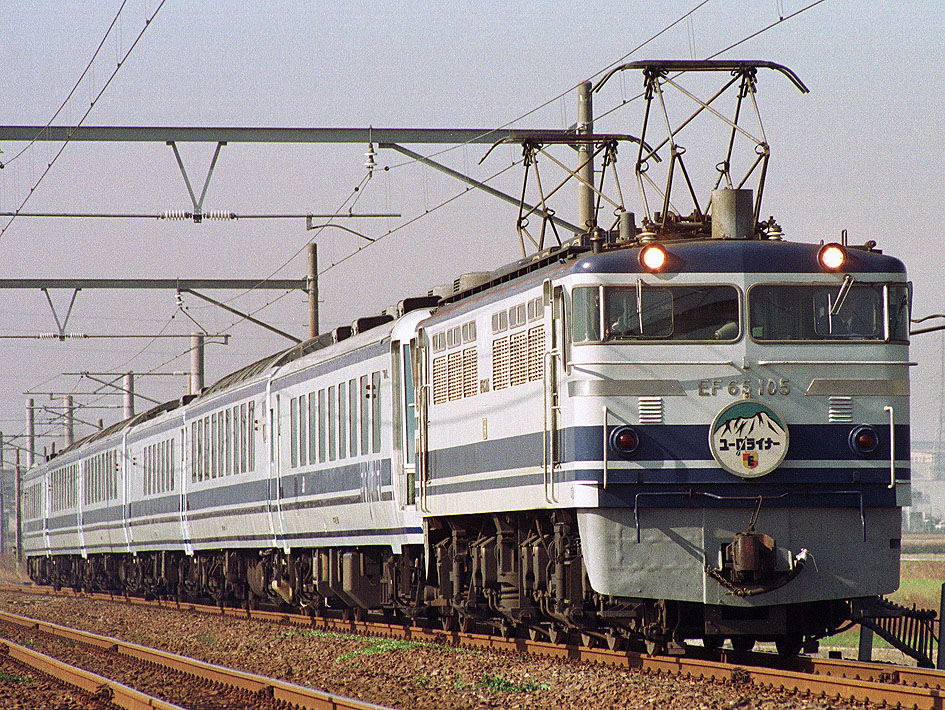
EF65 105 im Euroliner-Lack
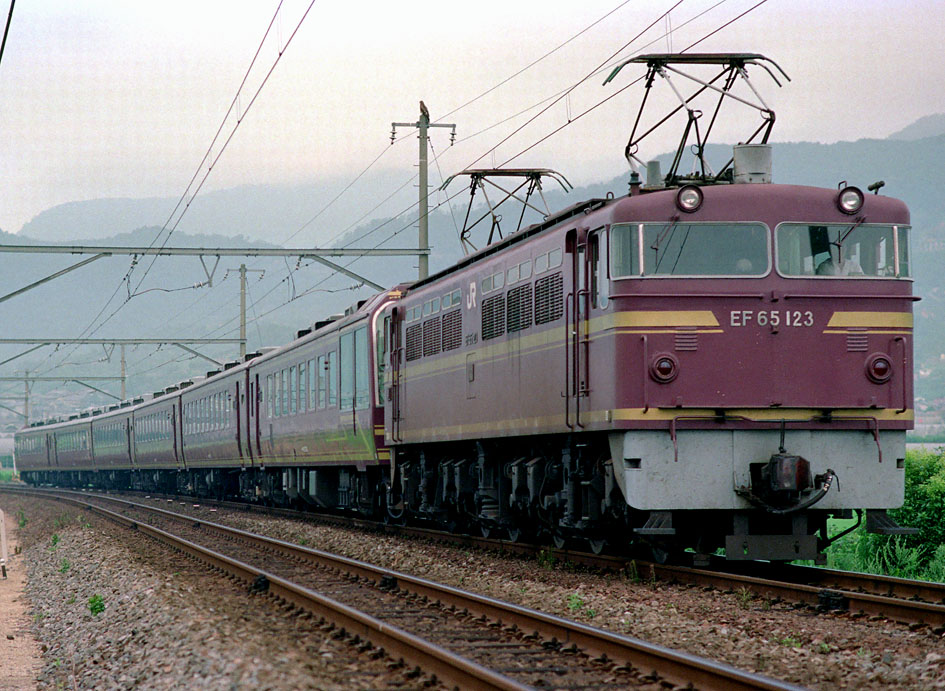
EF65 123 in der originalen kastanienbraunen Yuyu Salon Okayama-Lackierung
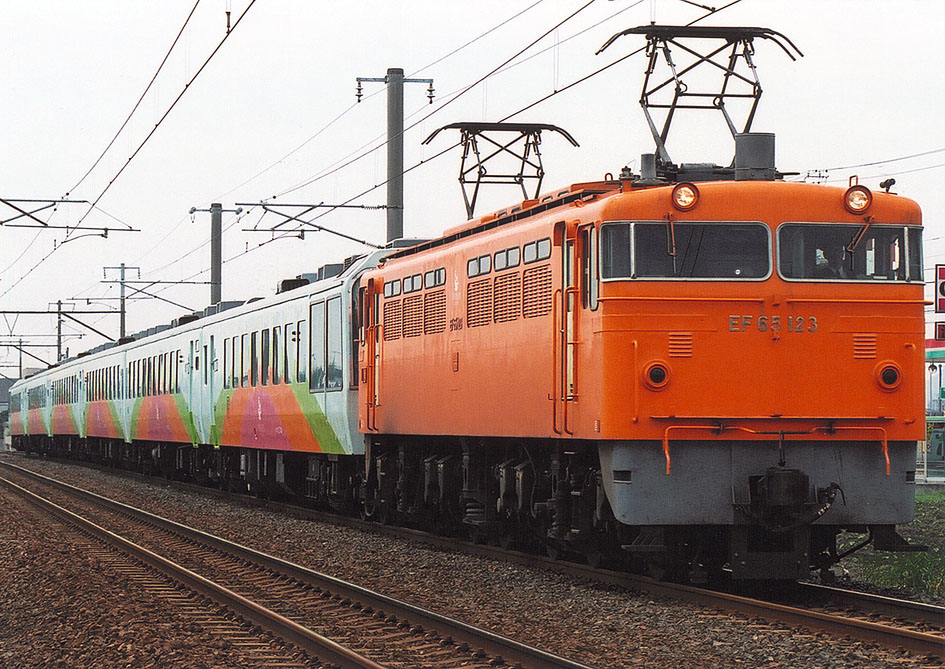
EF65 123 nunmehr in der orangen Yuyu Salon Okayama-Farbgebung
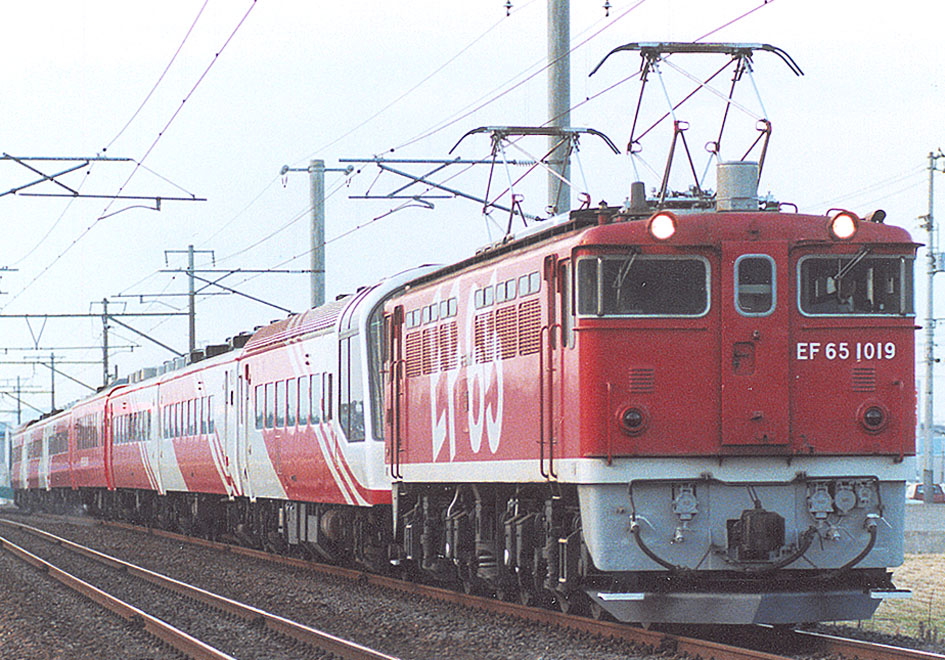
EF65 1019 in Super Express Rainbow-Lack
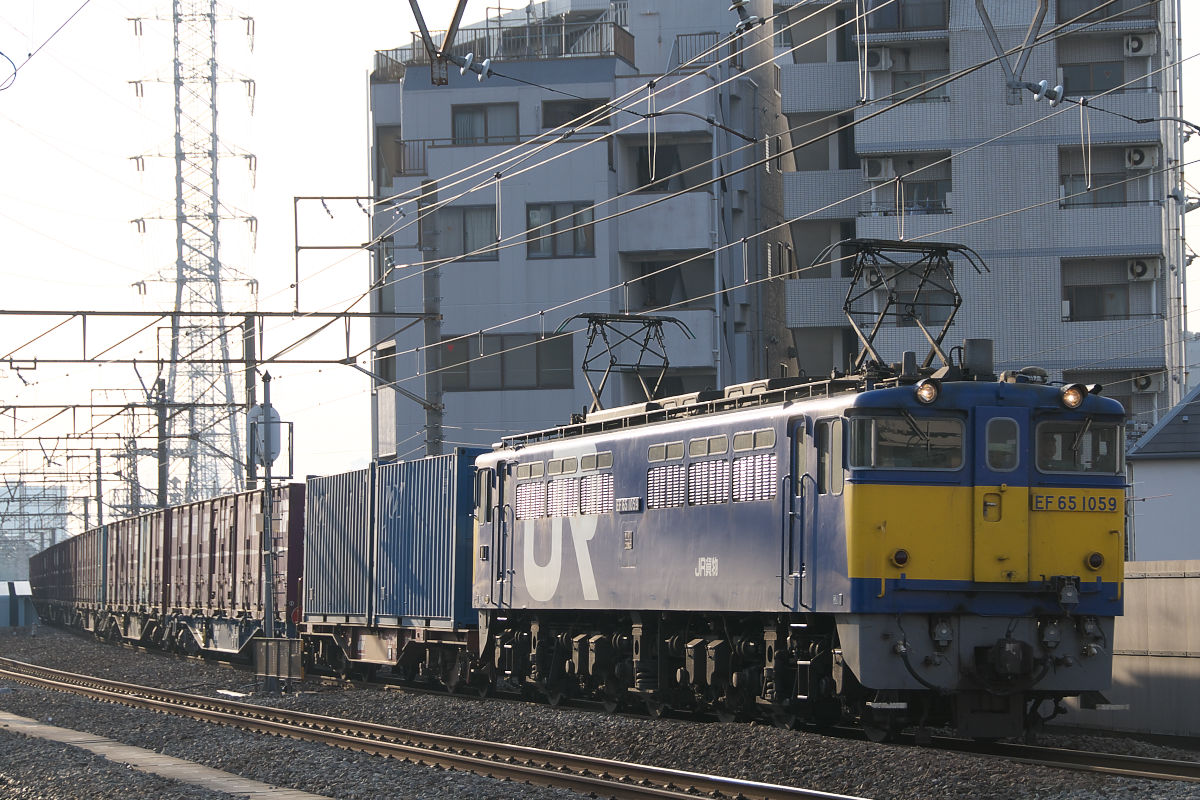
EF65 1059 in der blaugelben experimentellen JR-Freight-Lackierung
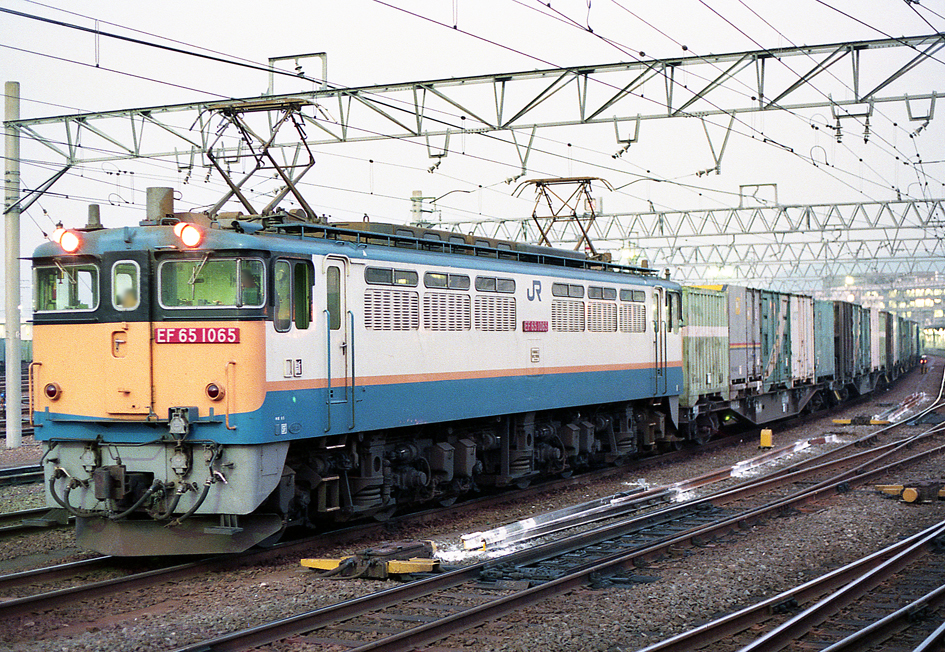
EF65 1065 in blaugelber, experimenteller JR-Freight-Farbe
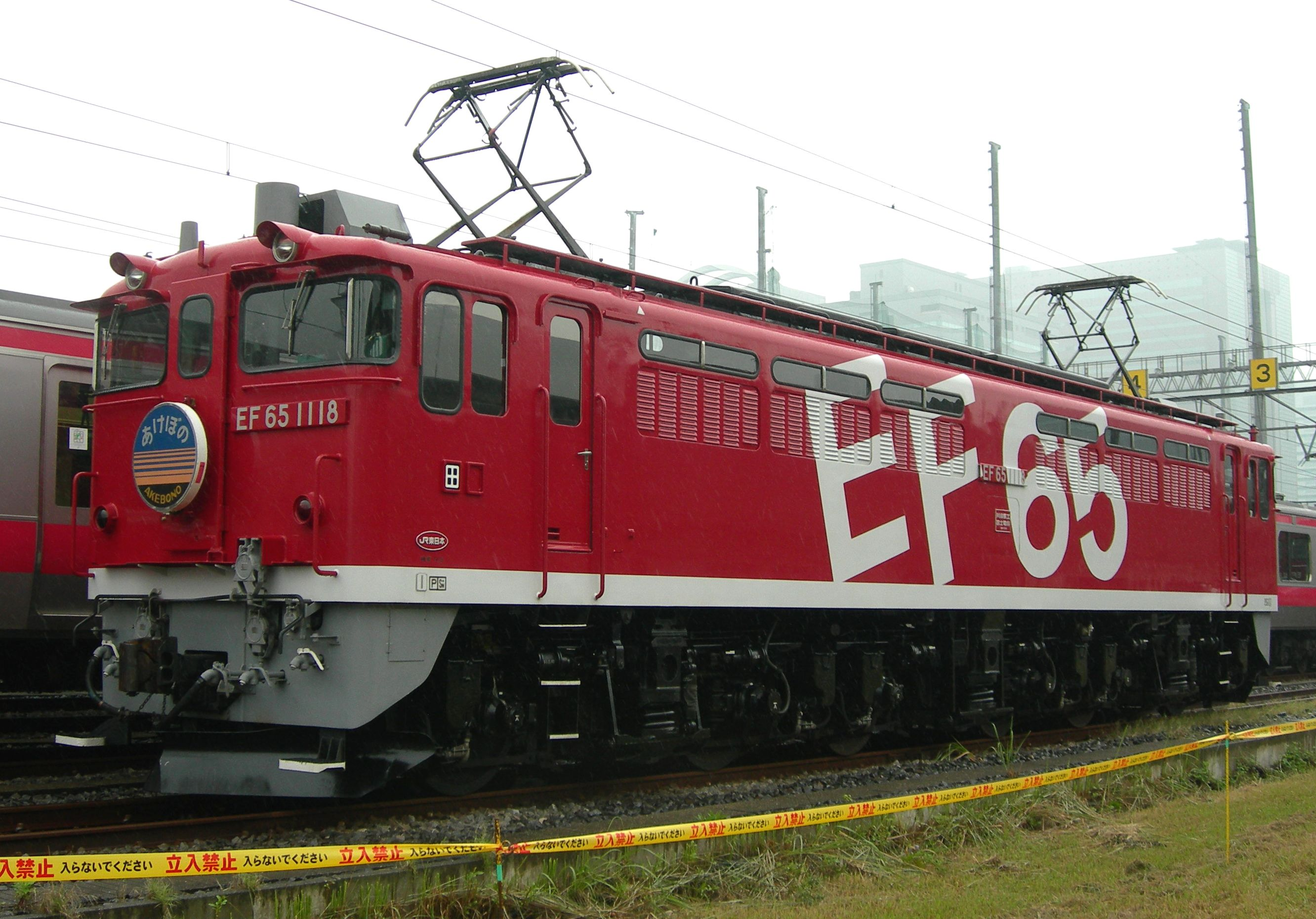
JR East EF65 1118 in der Farbgebung Super Express Rainbow, Aufnahme im Oktober 2010
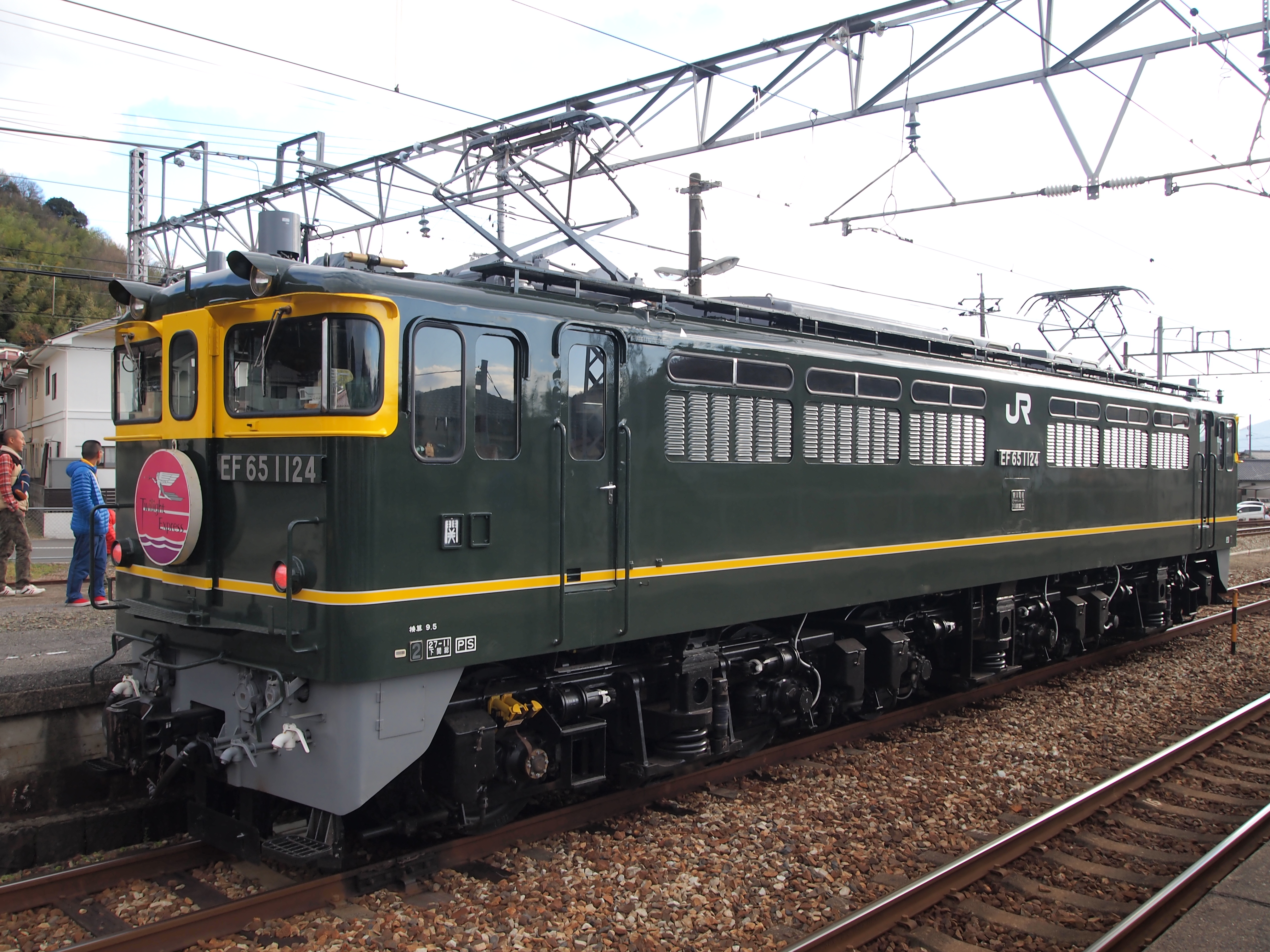
JR West EF65 1124,Twilight Express-Farbkleid, Dezember 2015

## Erhaltene Exemplare
- EF65 1: wird vom Eisenbahnmuseum Kyōto erhalten.[11]
- EF65 5: JR Freight Ōi Depot in Shinagawa (für Trainingszwecke)[12]
- EF65 520: Standort im Usui-tōge Tetsudō Bunkamura (Deutsch: Eisenbahnkulturdorf Usui-Pass), Präfektur Gunma[12]
- EF65 535: Ursprünglich eingelagtert im Bahnbetriebswerk Ōmiya, Präfektur Saitama, ging als Spende an Toshiba in Fuchū (Tokio) im März 2013[13]
- EF65 536: Nur der Fahrstand wird vom Unternehmen Sekisui Kinzoku in Saitama erhalten[12]
- EF65 539: Privat erhalten (Präfektur Gunma, nur der Fahrstand)[12]
- EF65 1001: JR Freight Ōi Depot in Shinagawa (für Trainingszwecke)[12]

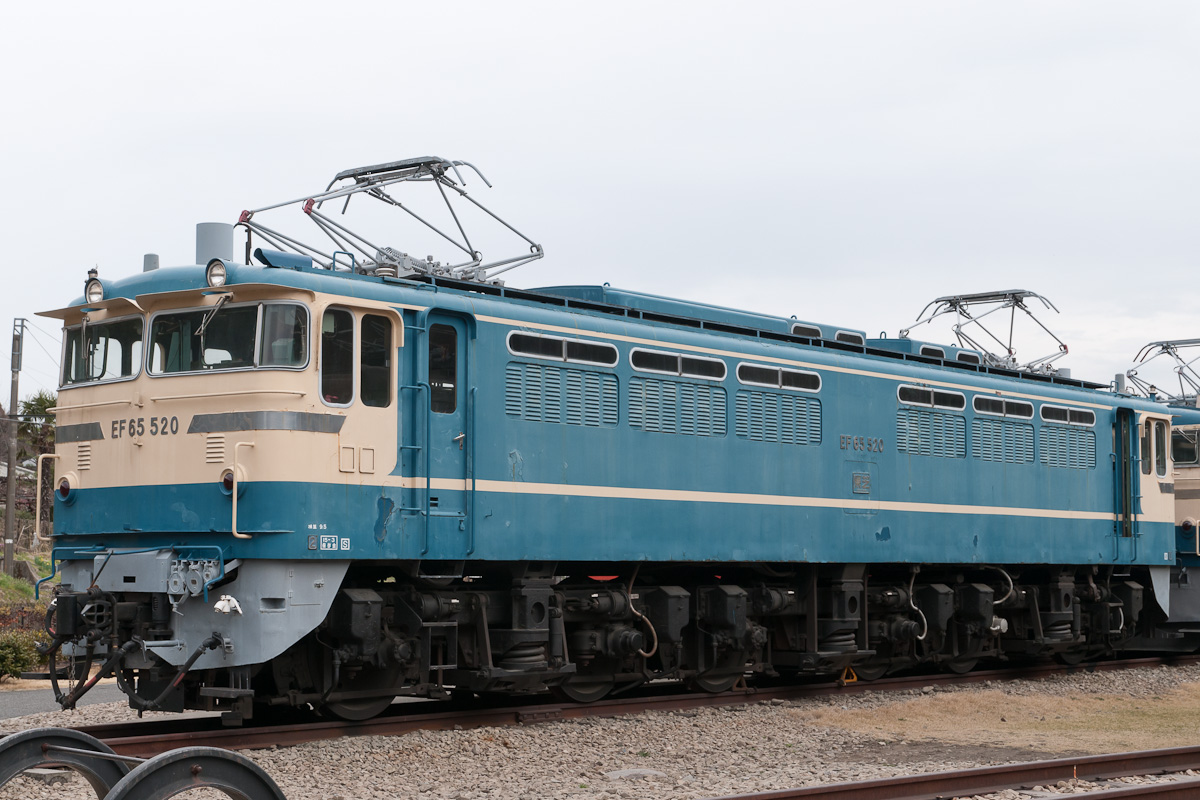
EF65 520 im Eisenbahnkulturdorf, April 2011
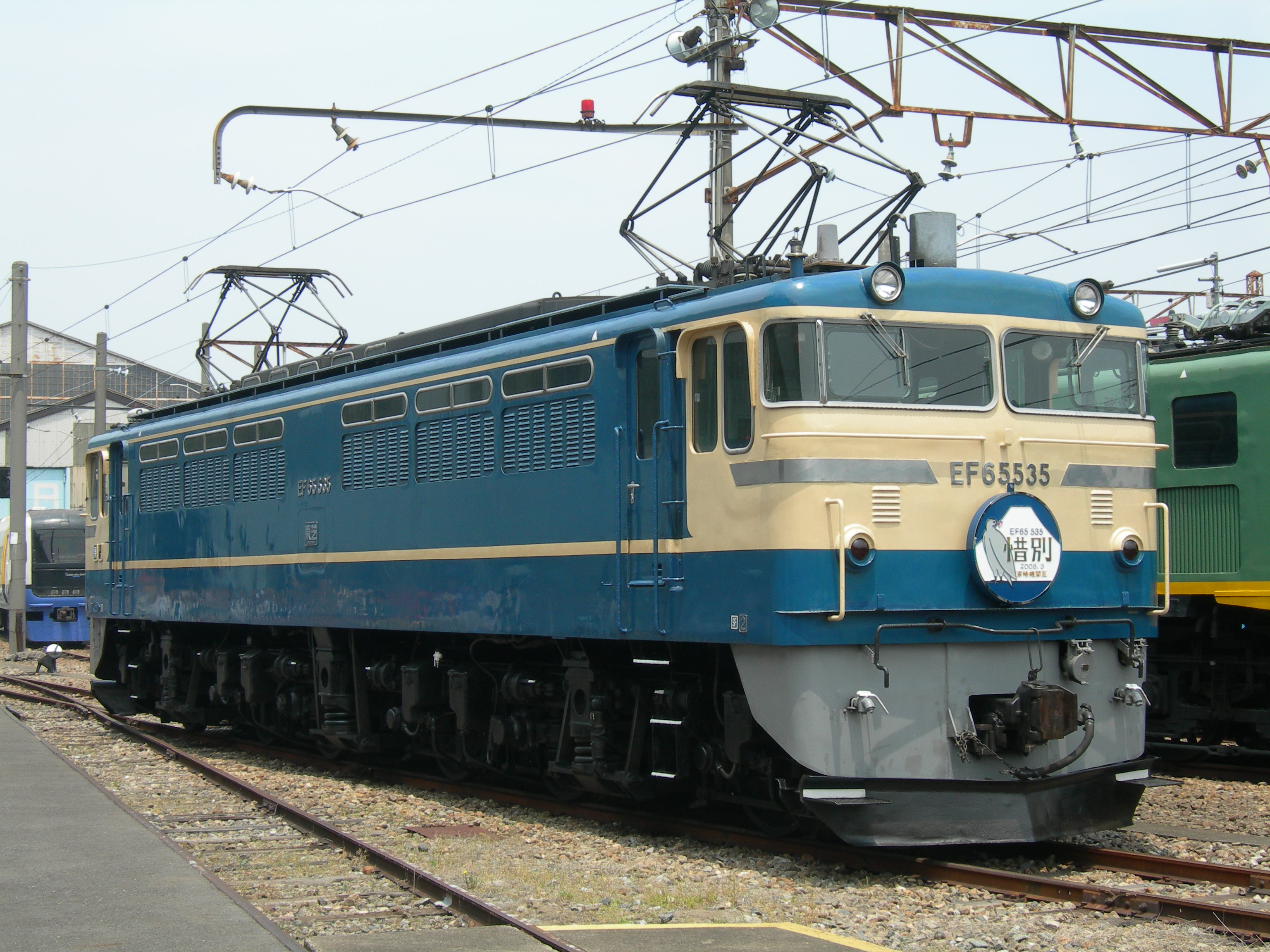
EF65 535 im Bahnbetriebswerk Omiya, Mai 2008